# Micragrotis interstriata
Micragrotis interstriata är en fjärilsart som beskrevs av George Francis Hampson 1902. Micragrotis interstriata ingår i släktet Micragrotis och familjen nattflyn. Inga underarter finns listade i Catalogue of Life.